# Symposiachrus vidua
Symposiachrus vidua là một loài chim trong họ Monarchidae.